# Speiseröhrenwurm
Der Speiseröhrenwurm (Spirocerca lupi, veraltet Spirocerca sanguinolenta) ist ein Fadenwurm, der als Endoparasit die Speiseröhre der Hunde befallen kann.

## Beschreibung
Speiseröhrenwürmer sind hellrote Rundwürmer von zylindrischer Form. Männliche adulte Würmer sind ungefähr 40 mm lang, weibliche Würmer messen ungefähr 70 mm. Die Mundöffnung besitzt sechs Lippen. Die Mundkapsel ist stark entwickelt und besitzt dicke Wände. Die von Ausscheidungen der Epidermis gebildete Cuticula ist dreischichtig und besteht aus Kollagen und anderen Substanzen; sie dient dem Schutz der Würmer vor der Verdauung.

## Verbreitung
Der Speiseröhrenwurm ist besonders im Süden der USA verbreitet, kommt aber weltweit in tropischen und subtropischen Regionen vor. Als Endwirt sind primär Hunde betroffen, aber auch bei Schabrackenhyänen ist der Befall beschrieben. Veterinärmedizinisch relevant ist der Parasit vor allem beim Haushund.

## Lebenszyklus
Adulte Würmer nisten sich in der Speiseröhrenwand (gelegentlich auch in der Magenwand) ein, wo sie sich paaren und Eier in die Speiseröhre abgeben, die mit dem Kot ausgeschieden werden. Die Eier sind längsoval, messen ungefähr 11–15 × 30–38 μm und enthalten bereits eine Larve. Die Eiablage erfolgt in Schüben, so dass infizierte Tiere nur intermittierende Ausscheider sind, was die parasitologische Diagnose erschweren kann.
Die Eier im Kot werden von koprophagen Insekten (meist Mistkäfern) als Zwischenwirten aufgenommen. Die Larven häuten sich noch im Ei zur Larve 3 (L3), schlüpfen dann und bilden im Zwischenwirt Zysten. Die Zwischenwirte können den Endwirt direkt infizieren, oft kommt es jedoch auch zur Anreicherung der Parasiten in Sammelwirten wie Eidechsen, Hühnern oder Mäusen.
Nimmt der Endwirt einen Zwischen- oder Sammelwirt auf, so dringen die infektiösen L3 in die Magenwand ein und wandern von dort durch die Wand des Truncus coeliacus in die Aortenwand, wo sie ungefähr 20 Tage nach der Infektion ankommen. Nach zwei bis drei Monaten wandern sie aus der Aortenwand in die Speiseröhrenwand, wo sie sich zu adulten Würmern häuten, sich paaren und wiederum Eier ausscheiden, durch die sich neue Zwischenwirte anstecken können. Die Präpatenz beträgt fünf bis sechs Monate.
Als Reaktion auf die Parasiten entwickeln sich in der Speiseröhrenwand Granulome, die zu bösartigen Tumoren entarten können; meist handelt es sich dabei um Sarkome (Fibrosarkome und Osteosarkome), gelegentlich um Plattenepithelkarzinome. Während der Wanderung in die Aortenwand können die Parasiten auch zur Bildung von Aneurysmen führen.